# Kurt Reinke
Kurt Reinke  (* 6. März 1933; † 23. Februar 2000) war ein deutscher Yachtkonstrukteur und Buchautor.

## Leben
Reinke ging bei Abeking & Rasmussen in Bremen als Bootsbauer in die Lehre und war danach bei A & R für den Yachtbau zuständig. Unter seiner Mitarbeit entstand der Eintonner Optimist, den Hannes Beilken zur Weltspitze segelte.
Zu Beginn der 1970er-Jahre ging er in die USA, um bei Britton Chance jr. an der Entwicklung der US-12er America’s-Cup-Yachten mitzuarbeiten.
Zu dieser Zeit gründete er das Unternehmen Reinke-Yachtbau, in dem er Selbstbau-Konstruktionen schuf. Er entwickelte Rumpf- und Kieldesigns für Fahrtenyachten und für Küsten-Cruiser. Die Typpalette reichte von Yachten mit einer Länge von 6,80 m bis zu 20 m, hauptsächlich in Aluminiumbauweise. Reinke starb an den Folgen eines schweren Herzanfalls.
Reinke war Autor mehrerer Fachbücher zum Yachtbau.

## Schriften
- Kurt Reinke: Wie baue ich meine Yacht? 5. Auflage. Delius Klasing, Bielefeld 1996, ISBN 3-7688-0220-5.